# 佐藤智広
佐藤 智広（さとう ともひろ、1995年4月20日 - ）は、日本の俳優。岩手県一関市出身。演劇パフォーマンスユニット「六三四」のメンバーである。

## 人物
- 特技：殺陣、バスケットボール[2]
- 趣味：カフェ巡り、読書[2]
- 好きなもの：珈琲、うどん、肉
- 好きなお酒はウイスキー。
- 好きなアニメはアルプスの少女ハイジ、好きな声優は沢城みゆき。
- 休みの日はよく散歩をする。
- 普通自動車運転免許を保有している。
- 姉が1人いる。
- 中学時代は野球部のキャプテン、高校時代はバスケ部の部長をしていた。
- 高校卒業と同時に上京している。
- ビンテージスーツのクラシックスタイルを好んでいるのは、珈琲に似合うため。赤峰幸生に憧れている。
- 2017年4月から日本テレビ系列情報バラエティ番組『PON!』の火曜日担当のお天気お兄さんとしてレギュラー出演。

## 出演

### テレビ・ドラマ
- 『この差って何ですか？』（2016年1月、TBS）
- 『シャキーン！』（2016年2月、NHK）
- 『あらすじ名作劇場』（2016年8月31日、BS朝日、毎週火曜日出演）
- 『PON！お天気おにいさん』（2017年4月4日 - 2018年3月27日、日本テレビ）
- 『春輝く!』（2018年4月17日、mit岩手めんこいテレビ）
- 『プロステTV』（2022年1月5日 - 3月16日、TOKYO MX・BS日テレ、#1、#10 - #11）
- 『関内エビル』（2022年3月18日、tvk）
- 『サタデーファンキーズ 』（2023年2月25日、mit岩手めんこいテレビ）

### 映画
- 『ふたり ふたつの再見』(2014年、主演)
- 『Sea Opening』（2017年）- 荒生慶太 役
- 『神と恩送り、』（2023年）- 馬場良太 役[3]

### テレビアニメ
- 『NieR:Automata Ver1.1a』 第1クール Chapter.7（2023年）王国民
- 『NieR:Automata Ver1.1a』 第2クール Chapter.20（2024年）王国民

### 舞台
2014年
- 『六三四』第零回公演『結び』（8月4日、武蔵野芸能劇場）- 主演・シノ 役

2015年
- 『六三四』第零回公演 Vol.２『結び ～追想～』（1月4日、大塚萬劇場）- シノ 役
- 舞台『スタヂオアパートメント』（4月21日 - 26日、衝劇創作空間 スタジオこるれ）
- 『六三四』第壱回本公演『刀神姫抄 -TOUZINKISHO- 』（6月18日 - 21日、劇場新宿村 LIVE）- 主演・阿紀人 役
- 和組コラボ公演『カルティア城の聖石』（10月9日･10日、新宿村LIVE）- カナテ 役
- 爆走おとな小学生 第一回課外授業『私私私立下等高等学校 〜3年4組異常科専攻〜』（2015年12月10日 - 13日、池袋GEKIBA）

2016年
- 『六三四』第零回公演 Vol.３『結び』（1月５日、大塚萬劇場）- シノ 役
- 『六三四』第弐回本公演 『禁断の刃』（5月12日 - 15日、中目黒キンケロシアター）- 百合之助 役
- 舞台『恋のあるある』（8月12日･13日、表参道Ground）

2017年
- 『ミュージカル「忍たま乱太郎」 第8弾 ～がんばれ五年生!技あり、術あり、初任務!!～』（1月7日 - 1月22日、東京ドームシティシアターGロッソ）- 尾浜勘右衛門 役[4][5]
- 『六三四』第参回本公演『多賀丸叙伝』（4月20日 - 23日、中目黒キンケロシアター）- 主演・菊次郎 役
- 『ミュージカル「忍たま乱太郎」 第8弾再演 ～がんばれ五年生!技あり、術あり、初任務!!～』（東京公演：6月16日 - 7月2日、池袋サンシャイン劇場 / 大阪公演：7月21日 - 23日、森ノ宮ピロティホール）- 尾浜勘右衛門 役[6]
- 『ミュージカル「忍たま乱太郎」 第8弾 「忍術学園 学園祭」 』（東京公演：9月22日 - 24日、舞浜アンフィシアター / 大阪公演：9月29日 - 10月1日、森ノ宮ピロティホール）- 尾浜勘右衛門 役[7]

2018年
- 『ミュージカル「忍たま乱太郎」 第9弾 ～忍術学園陥落!夢のまた夢!?～』（東京公演：1月6日 - 1月21日、東京ドームシティシアターGロッソ / 愛知公演：2月3日･4日、春日井市民会館）- 尾浜勘右衛門 役[8]
- 『バグバスターズ ーStage BLUEー』（3月21日 - 3月25日、六本木俳優座劇場）- 河東純一郎 役
- 『ミュージカル「忍たま乱太郎」 第9弾 再演～忍術学園陥落!夢のまた夢!?～』（東京公演：6月15日 - 7月1日、池袋サンシャイン劇場 / 大阪公演：7月12日 - 16日、梅田芸術劇場 シアター・ドラマシティ）- 尾浜勘右衛門 役[9]
- 『ミュージカル「忍たま乱太郎」第9弾 「忍術学園 学園祭2018」 』（東京公演：10月12日 - 14日、舞浜アンフィシアター / 大阪公演：10月20日 - 21日、NHK大阪ホール）- 尾浜勘右衛門 役

2019年
- アドリブ心理劇『レジスタンスイレブン』（4月7日･4月9日･4月14日、上野ストアハウス）
- 『ミュージカル「忍たま乱太郎」 第10弾 ～これぞ忍者の大運動会だ！～』（東京公演：5月10日 - 6月2日、東京ドームシティーシアターGロッソ / 大阪公演：5月31日 - 6月2日※中止、森ノ宮ピロティホール / 愛知公演：6月8日 - 9日、春日井市民会館）- 尾浜勘右衛門 役[10]
- 舞台ヨルハ Ver1.3a（東京公演：7月4日 - 7日、池袋サンシャイン劇場 / 大阪公演：7月11日 - 14日、サンケイホールブリーゼ）- ワカバ 役[11]
- 六三四　第零回公演『結び』復活公演（9月6日 - 8日、武蔵野芸能劇場）- シノ 役
- 『ミュージカル「忍たま乱太郎」 第10弾 再演～これぞ忍者の大運動会だ！～』（東京公演：10月12日 - 27日、東京ドームシティシアターGロッソ / 兵庫公演：11月8日 - 10日、あましんアルカイックホール）- 尾浜勘右衛門 役[12]
- 音楽劇『男おいらん ～歌舞繚乱～』（12月6日 - 10日、六行会ホール）- W主演・柾木 役（蓮組）[13]

2020年
- 『ミュージカル「忍たま乱太郎」 第10弾 「忍術学園 学園祭」 』（東京公演：1月10日 - 13日、舞浜アンフィシアター / 大阪公演：1月17日 - 19日、COOL JAPAN PARK WWホール） - 尾浜勘右衛門 役
- 人狼系推理バトル【レジスタンスイレブン】～バレンタインを守り抜け！～（2月8日･2月9日･2月15日、コフレリオ新宿シアター）
- 舞台ヨルハ Ver1.3aa（3月12日 - 15日、渋谷区文化総合センター大和田 4階さくらホール※中止 / 3月29日、配信）- ワカバ 役[14]
- 『ミュージカル「忍たま乱太郎」 第11弾 ～忍たま 恐怖のきもだめし～』（東京公演：4月10日 - 26日、東京ドームシティ シアターGロッソ / 大阪公演：5月12日 - 17日、COOL JAPAN PARK WWホール） - 尾浜勘右衛門 役 ※中止
- 音楽劇『男おいらん～歌舞繚乱～』再演（5月27日-6月1日、築地本願寺ブディストホール）- 柾木 役 ※延期[15]
- 六三四復活公演『結び ～MUSUBI～』（6月27日、配信）
- 朗読劇『KIRA✩メキBOYS 〜イケメン養成塾の華麗なる日常〜』7月28日 - 31日、8月1日･2日※中止、新宿村LIVE）[16]
- 『ミュージカル「忍たま乱太郎」 第11弾 ～忍たま 恐怖のきもだめし～』（東京公演：10月9日 - 16日、東京ドームシティ シアターGロッソ ※中止、10月17日 - 25日、東京ドームシティ シアターGロッソ / 愛知公演：11月14日･15日、春日井市民会館/兵庫公演：11月27日 - 29日、あましんアルカイックホール ※中止） - 尾浜勘右衛門 役

2021年
- 『ミュージカル「忍たま乱太郎」 第11弾「忍術学園 学園祭」 』（東京公演：1月16日 - 17日、東京国際フォーラム ホールA ※中止 / 大阪公演：1月29日 - 31日 COOL JAPAN PARK WWホール）- 尾浜勘右衛門 役[17]
- 『ミュージカル「忍たま乱太郎」第11弾 春のファン感謝祭 外伝「悪徳忍者ドクタケ」～つらいよ、中間管理職の段～&忍術学園スペシャルトーク』（3月4日 - 8日、日本青年館ホール）- 尾浜勘右衛門 役（ゲスト出演：3月4日、5日）[18]
- 豪華版『男おいらん』朗読劇再演（3月14日、両国本所松坂亭）- 柾木 役[19]
- 劇団☆ディアステージ『爆剣 ～幕府御前試合～』（3月24日 - 31日、CBGKシブゲキ!!）- 平賀源内 役[20]
- 『ミュージカル「忍たま乱太郎」 第11弾 再演 ～忍たま 恐怖のきもだめし～』（東京公演：4月9日 - 25日、東京ドームシティ シアターGロッソ / 大阪公演：5月14日 - 16日、梅田芸術劇場メインホール ※中止）
- 『This is a お感情博士！』（6月4日 - 13日、六本木俳優座劇場）- 水谷諒平 役[21]
- 音楽劇『男おいらん ～歌舞繚乱～』（6月30日 - 7月4日、新宿村LIVE）- 柾木 役[22]
- 東京印vol.21『げんせんじゃ～！』～宝や旅館～2021（8月11日 - 15日、CBGKシブゲキ!!）- 川治まさる（ブルー） 役[23]
- 2.5次元ダンスライブ「ツキウタ。」LUNATIC LIVE 2021（9月4日 - 5日、東京ガーデンシアター）- 神無月郁 役 ※中止[24]
- 2.5次元ダンスライブ「ツキウタ。」ステージ 第11幕『月花神楽 ～黒と白の物語～』（9月30日 - 10月11日、 ヒューリックホール東京）- 神無月郁 役[25]
- 『ミュージカル「忍たま乱太郎」第12弾「忍術学園 学園祭」 』（尼崎公演：12月3日 - 5日 あましんアルカイックホール / 東京公演：12月17日 - 23日 明治座）- 尾浜勘右衛門 役[26]

 2022年 
- 劇団☆ディアステージ『爆剣 ～東京転生死合～』（2月23日 - 24日、25日 - 27日 ※中止、六行会ホール）- 平賀源内 役[27]
- 2.5次元ダンスライブ「ツキウタ。」ステージ 第12幕『裏斬心 -Children are sometimes ruthless and cruel.-』（3月25日 - 4月3日、 日本青年館ホール） - 神無月郁 役[28]
- 舞台『ヲタクに恋は難しい』（5月11日 - 15日、シアターサンモール）- 三井健介 役[29]
- 2.5次元ダンスライブ TSUKIPRO STAGE Episode2『月野奇譚 太極伝奇 -金蘭之契-」（9月3日 - 11日、 東京ドームシティ シアターGロッソ）- 神無月郁 役[30] ※全公演中止[31]
- 舞台『DARKNESS HEELS ～THE LIVE～2022』（ 9月15日  - 20日、 シアター1010 ）- セシル・ソリア役[32]
- 2.5次元ダンスライブ「ツキウタ。」ステージ 第13幕『月野百鬼夜行綺譚 依依恋恋』（11月25日 - 12月4日、ヒューリックホール東京）- 神無月郁 役[33]
- 2.5次元ダンスライブ「ツキウタ。」ステージ Girl’s Side MEGASTA. Episode2『Goodbye my dear Frenemy.』（12月17日 - 12月25日、新宿村LIVE）- 神無月郁 役 ※18日・22日のみ出演[34]

2023年
- ウブスナvol.1「ナラティブ・アプローチ」（2月1日- 5日、シアターKASSAI）-  アレン・アイザック（少年時代）役
- 劇団☆ディアステージ『爆剣 〜東京転生死合・再戦〜』 （3月1日 - 5日、六行会ホール）- 平賀源内 役[35]
- トム・プロジェクト プロデュース『ソングマン ～翔べ！三ツ矢高校・男子コーラス部～』（3月19日、一関文化センター/3月21日 - 3月26日、こくみん共済 coop ホール スペース・ゼロ） -  河合アタル 役 [36]
- 『ミュージカル「忍たま乱太郎」 第13弾「ようこそ！忍たま文化祭！」 』（4月7日 - 4月23日、東京ドームシティ シアターGロッソ）- 尾浜勘右衛門 役[37]
- イケッチャオ‼︎Stage 『不器用な俺らの鼓動』（5月3日、コフレリオ新宿シアター）ゲスト出演 - 伏見皇汰 役
- 青春舞台「1518! イチゴーイチハチ!」2023（6月21日 - 25日、シアターサンモール） - 宇賀神翔 役[38]
- END es PRODUCE étape Vol.2『N-ull land ～零の世界～』（8月9日 - 13日、 シアターグリーン BIG TREE THEATER） - 丞 役
- 『ミュージカル「忍たま乱太郎」 第13弾 再演「ようこそ！忍たま文化祭！」 』（東京公演：9月29日 - 10月15日、東京ドームシティ シアターGロッソ / 大阪公演：10月20日 - 22日、COOL JAPAN PARK OSAKA TTホール）- 尾浜勘右衛門 役[39]
- 2.5次元ダンスライブ「ツキウタ。」ステージ 第14幕『Rabbits Kingdom Resurrection』（11月17日 - 11月26日、ヒューリックホール東京）- 神無月郁 役[40]
- 『ミュージカル「忍たま乱太郎」 第13弾「忍術学園 学園祭2023」 』（東京公演：2023年12月8日 - 10日、TACHIKAWA STAGE GARDEN / 大阪公演：12月15日 - 17日、COOL JAPAN PARK OSAKA TTホール） - 尾浜勘右衛門 役[41][42]

2024年
- 東京印 vol.25『蒼い薔薇のシグナル2024』〜人は燃え尽きるから面白い〜（2月28日 - 3月3日、中野ザ・ポケット） - 石川幸司 役[43]
- 『ミュージカル「忍たま乱太郎」 第14弾「五年生!対六年生! ～お宝を探しだせ!!～」 』（東京公演：2024年5月17日 - 6月2日、 東京ドームシティシアターGロッソ / 愛知公演：6月8日 - 9日、 愛知県幸田町民会館） - 尾浜勘右衛門 役[44]
- 舞台『オサエロ』(8月14日 - 19日、両国Air studio) - W主演・中原修 役[45]
- Ikettyao stage02『居場所のない俺らの遠吠え』（8月22日 - 25日、野方区民ホール） - 朱雀誠 役
- 『ミュージカル「忍たま乱太郎」 第14弾 再演「五年生!対六年生! ～お宝を探しだせ!!～」 』（東京公演：2024年10月19日 - 11月4日、 東京ドームシティシアターGロッソ / 大阪公演：11月9日 - 12日、 COOL JAPAN PARK OSAKA TTホール） - 尾浜勘右衛門 役[46]
- 劇団☆ディアステージ『爆剣 〜帝国幻想兵団〜』  (12月19日 - 23日、CBGKシブゲキ!!) - 平賀源内 役[47]

2025年
- 『ミュージカル「忍たま乱太郎」第14弾「忍術学園 学園祭」』（1月17日 - 19日、森ノ宮ピロティホール・1月24日 - 26日、TACHIKAWA STAGE GARDEN）-  尾浜勘右衛門 役[48][49]
- 『ミュージカル「忍たま乱太郎」 五年生単独ライブ ～どうやら本当にやるらしい～』（2月7日 - 8日、KT Zepp Yokohama) - 尾浜勘右衛門 役[50]
- 『2.5次元ダンスライブ「ツキステ。」LUNATIC FES 2025〜NOBLE FLOWERS〜』（3月26日 - 30日、日本青年館ホール）- 神無月郁 役[51]
- 東京印vol.27『THEATER ～君に会いたい～』（4月30日 - 5月4日、中野ザ・ポケット）- タクマ 役[52]
- 佐川大樹プロデュース『GOLDEN READING THEATER』（5月6日、ブルースクエア四谷）
- amipro 舞台『地獄の控室』（5月30日 - 6月8日、中野ザ・ポケット）- オオカワ 役[53]
- 『舞台「忍たま乱太郎」〜三年生といっしょに！いつもいっしょに！の段〜』（7月26日 - 8月11日、有楽町朝日ホール）- 尾浜勘右衛門 役[54]
- Ikettyao stage04『諦めの悪い俺らの鼓動』（8月13・14・15日、野方区民ホール）- ゲスト出演・伏見皇汰 役
- 2.5次元ダンスライブ「ツキウタ。」ステージ 第15幕『SCHOOL REVOLUTION 月野学園物語 -百年アオハル-』（10月14日 - 19日、日本青年館ホール）- 神無月郁 役
- 皇帝ロックホッパー 5rd stage performance『やり遣したこと』（11月6日 - 10日、上野ストアハウス）- W主演

### CM
- NTTdocomo『LTE それぞれの旅立ち』（2014年）
- サーティワンアイスクリーム『LOVE宣言』（2014年）
- 東京海上日動『挑戦シリーズ ～告白篇～』（2015年）
- コロプラ白猫テニス『テニスブーム ～みんなプレイ～篇』（2017年）

### イベント
2016年
- 『2.5フェス(仮)』（2016年12月3日）- 忍術学園五年生（佐藤智広、山木透、吉田翔吾、久下恭平、栗原大河）

2017年
- CASTSIZE SPECIAL TALK LIVE（2017年2月26日、渋谷eggman） - 出演者（佐藤智広、山木透、吉田翔吾、久下恭平、栗原大河）
- 佐藤智広の初ばすツアー『ともばす』（2017年3月11日）
- ミュージカル『忍たま乱太郎』春のファン感謝祭　～素顔の五年生全員集合!の段～（2017年4月6日 - 7日、品川クラブeX）
- 2017 キャスト祭ズ Vol.2（2017年5月13日、晴海客船ターミナルホール）
- 2018カレンダー発売記念イベント (2017年10月21日)
- 『moonlightメンバーと行くバスツアー 感謝祭VOL.2 〜秋の陣〜』（2017年11月18日）

2018年
- J-CULTURE FEST／にっぽん・和心・初詣NINJA ～心・技・体～（2018年1月2日、東京国際フォーラム） - ミュージカル忍たま乱太郎[55]
- 『カフェともVOL.1』（2018年2月17日、都内某所）
- 『カフェともVOL.2』（2018年4月8日、都内某所）
- 「忍ミュ｣春のファン感謝祭2018 ～素顔の五年生全員集合！の段～（2018年4月17日、愛知 : 名古屋市芸術創造センター・18日、京都 : 京都テルサ テルサホール・19日、兵庫 : 神戸市立灘区民ホール 大ホール・20日、大阪 : 大阪府立男女共同参画・青少年センター・24日、新潟 : 新潟市民プラザ・26日、宮城 : トークネットホール仙台 小ホール・28日、福島 : とうほう・みんなの文化センター 小ホール・5月12日 - 13日、東京 : シアターGロッソ）[56]
- 『カフェともVOL.3』（2018年7月28日、都内某所）
- シチュエーションDVD『sweet』リリースイベント（2018年9月1日、東京/2018年11月10日、大阪）
- 佐藤智広 感謝祭2018 （2018年11月25日）
- 山木透の人生初クリスマスイベント★ (2018年12月24日、ゲスト参加)

2019年
- ミュージカル「忍たま乱太郎」Blu-ray応援上映会「舞台挨拶回」(2019年3月24日、シネマサンシャイン池袋) - 出演者 (佐藤 智広、吉田 翔吾、山木 透、秋沢 健太朗、寺本 翔悟、高橋 光)[57]
- 米村大地と〜いくっ!!『ともばすvol.2』（2019年4月6日）

2020年
- 「山木透（人生初！）バースデーイベント」(2020年1月25日、3部ゲスト参加)
- そりパ vol.19（2020年1月29日、高田馬場音部屋スクエア、1部ゲスト参加）
- ワロップ放送 〜佐藤智広快気祝いSP～(2020年9月3日、ワロップ放送局 3F、ゲスト参加)[58]
- ほりっくstyle SP ～堀越拓也26thバースデーイベント～(2020年9月27日)
- 水玉７周年記念Men’sBattleDVD リリースイベント（MC）、佐藤無線～新春SP（2020年11月22日、ワロップ放送局）[59]

2021年
- かず茶vol.4（2021年6月19日、高田馬場音部屋スクエア、1部2部ゲスト参加）
- 佐藤智広デビューCD予約イベント[2]
  - ヴィレッジヴァンガード＋PLUSイオンレイクタウン店ライブ（2021年11月23日、イオンレイクタウンmori 1F ヴィレッジヴァンガード+PLUS イオンレイクタウン店 店内イベントスペース）
- ミニライブ＆特典会（2021年12月11日、HMV&BOOKS SHIBUYA　5Fイベントスペース）
- クリスマス特別ミニライブ＆特典会（2021年12月25日、渋谷マルイ8階イベントスペース）
- トーク番組『佐藤無線』＆インターネットサイン会（2021年12月26日、ライブ配信）

2022年
- ミニライブ＆特典会（2022年1月8日、ヴィレッジヴァンガード渋谷本店 B2Fイベントスペース）
- ミニライブ＆特典会（2022年1月10日、イオンレイクタウンmori 1F ヴィレッジヴァンガード+PLUSイオンレイクタウン店 店内イベントスペース）
- ミニライブ＆特典会（2022年1月15日、ヴィレッジヴァンガード渋谷本店 B2Fイベントスペース）
- ミニライブ＆特典会（2022年1月16日、新宿マルイメン8階イベントスペース）
- トーク番組『佐藤無線』＆インターネットサイン会（2022年1月30日、ライブ配信）
- トーク番組『佐藤無線』＆インターネットサイン会（2022年2月13日、ライブ配信）
- トーク番組『佐藤無線』＆インターネットサイン会（2022年2月20日、ライブ配信）
- かず茶vol.7（2021年12月26日、Alice aqua garden 田町、2部ゲスト参加）
- 2022『佐藤無線VOL.1』（2022年6月26日、ENTAMAスタジオ）
- 2022『佐藤無線VOL.2』（2022年7月24日、ENTAMAスタジオ）
- 佐藤智広の佐藤無線 ～2022・佐藤無線クリスマスSP～（2022年12月10日、ENTAMAスタジオ）
- かず茶vol.9（2022年12月25日、池袋AK 、1部ゲスト参加）

2023年
- 佐藤智広の佐藤無線 〜2023佐藤無線新春SP〜 デビュー10周年記念イベントvol. I（2023年1月9日、ENTAMAスタジオ）
- カレンダーブック『Memory』発売イベント（2023年4月2日、書泉グランデ）
- 佐藤智広デビュー10周年記念生誕祭 ～Memory～（2023年4月30日、浅草・オカオカ本舗）
- 舞台『N-ull land〜零の世界〜』前夜祭（2023年7月16日、本所松坂亭劇場）
- 2.5次元ダンスライブ『ツキウタ。』ステージ第13幕「月野百鬼夜行綺譚 依依恋恋」BACKSTAGE PARTY IN animate（2023年8月19日、animate hall BLACK）
- 秋葉友佑ファンミーティング『ふぁんみ！！！！！』（2023年8月27日、SOOO dramatic!、1部2部ゲスト参加）
- 輝山立 31th BIRTHDAY EVENT 2023～アイス祭りだよ～（2023年9月3日、Msmile BOX渋谷、1部ゲスト参加）
- 第21回唐梅館絵巻（2023年9月24日、唐梅館総合公園）-  総大将 役[60]
- WELCOME to Xmas2023（2023年12月24日、恵比寿ガーデンプレイスタワー13F 、2部ゲスト参加）
- END es PRODUCE『リベルテ Vol.25 ～年末リベルテ～』（2023年12月27日、29日、本所松坂亭劇場）
- イケッチャオ‼︎フェス2023（2023年12月28日、野方区民ホール） - 伏見皇汰役

2024年
- TBT~とーる ばーすでー たいむ~（2024年1月27日、 原宿ストロボカフェ 、1部ゲスト参加）
- 第3回ミュージカルで表現する「忍たま乱太郎」の世界」 in 仙台（2024年1月28日、NHKカルチャー仙台教室）[61]
- ミュージカル「忍たま乱太郎」第14弾直前！〜ファンミーティングの段〜（2024年3月4日 - 5日、東京ドームシティ シアターGロッソ ）
- 佐藤智広 日帰りバースデーファンツアー 『ともばす vol.3』（2024年4月6日）
- かず茶vol.12（2024年4月7日、五反田G4、1-2部ゲスト参加）
- 映画『神と恩送り、』先行上映会イベント（2024年4月8日、ユーロライブ）
- 『カフェともVOL.4』（2024年6月15日、都内某所）
- 平井雄基ファン感謝イベント（2024年6月22日、日本橋浜町Fタワープラザ）
- END es PRODUCE『リベルテ Vol.27』（2024年6月23日、29日、本所松坂亭劇場）
- 『カフェともVOL.5』（2024年6月30日、都内某所）
- 『カフェともVOL.6』（2024年7月13日、都内某所）
- 映画「神と恩送り、」×人狼TLPT O（2024年7月25日、ギャランティ2Fまるちたいけんドーム）
- 『カフェともVOL.7』（2024年7月28日、都内某所）
- Fillイベ！vol.5 - 鷲尾修斗のおしゃべり１本勝負！コラボSP 夏祭り ２Days - （2024年8月10日、ZEAL THEATER TOKYO）3部ゲスト
- 『カフェともVOL.8』（2024年8月31日、都内某所）
- 『カフェともVOL.9』（2024年9月14日、都内某所）
- END es PRODUCE『リベルテ Vol.28』（2024年9月20日、22日、本所松坂亭劇場）
- 『佐藤智広×戸塚咲季 舞台「オサエロ」後夜祭』（2024年9月21日、ENT AMA スタジオ）ゲスト - 林明寛
- 『カフェともVOL.10』（2024年11月16日、都内某所）
- 『カフェともVOL.11』（2024年11月23日、都内某所）
- 『カフェともVOL.12』（2024年12月30日、都内某所）
- END es PRODUCE 『リベルテ Vol.29 〜年末リベルテ〜』（2024年12月31日、本所松坂亭劇場）

2025年
- 『カフェともVOL.13』（2025年1月2日、都内某所）
- 山木透バースデーイベント『TBT 〜憧れの30代突入〜』（2025年2月15日、シアターマーキュリー新宿）- 1部ゲスト
- 『カフェともVOL.14』（2025年2月22日、都内某所）
- 『カフェともVOL.15』（2025年2月23日、都内某所）
- そりパvol.44（2025年2月24日、Hall Mixa） - 2部
- 『カフェともVOL.16』（2025年3月15日、都内某所）
- 『カフェともVOL.17』（2025年4月5日、都内某所）
- 『佐藤智広30歳記念バスツアー”ともばす、江戸を巡るの巻” 30th Special』（2025年4月6日）
- END es PRODUCE『リベルテVol.30』（2025年4月19日、本所松坂亭劇場）
- 『カフェともVOL.18』（2025年4月20日、都内某所）
- 『カフェともVOL.19』（2025年5月10日、都内某所）
- 『カフェともVOL.20』（2025年5月11日、都内某所）
- セロトニン分泌系QOL爆上がりイベント『イケッチャオ‼︎10』（2025年6月14日、Special colors）
- セロトニン分泌系QOL爆上がりイベント『イケッチャオ‼︎11』（2025年6月15日、Special colors）
- 『カフェともVOL.21』（2025年6月21日、都内某所）
- 『カフェともVOL.22』（2025年6月22日、都内某所）
- 『鈴木研究所vol.3』（2025年6月28日、シダックスカルチャーホール）- 2部ゲスト
- 佐藤智広30th special記念企画『新曲「夢幻の波」リリース＆記念イベント』（2025年6月29日、ENTAMA STUDIO）
- 『カフェともVOL.23』（2025年7月5日、都内某所）
- 『カフェともVOL.24』（2025年7月6日、都内某所）
- 笠間市合併20周年記念事業 × ミュージカル「忍たま乱太郎」15周年記念 野外コンサート『茨城野音』（2025年7月20日、茨城県笠間芸術の森公園）- 尾浜勘右衛門 役[62]
- 『カフェともVOL.25』（2025年8月16日、都内某所）
- 『カフェともVOL.26』（2025年8月17日、都内某所）
- 『"佐藤智広30th special記念企画"〜3ヶ月毎・新曲配信リリースイベント〜』ep2（2025年8月24日、WALLOP 3F STUDIO）
- 『カフェともVOL.27』（2025年9月6日、都内某所）
- 『カフェともVOL.28』（2025年9月7日、都内某所）
- 一洸TALK EVENT『洸流 -KOURYU-』（2025年9月14日、五反田G4）- 3部ゲスト
- 『「LIVERTINEAGE」コラボ企画完成記念トークイベント』（2025年9月20日）
- 佐藤智広30th special記念企画『佐藤智広と行く、二泊三日のファンツアー』（2025年11月15日 - 17日、宮古島）

### 配信
- ボーイズトーク＆インプロ バラエティ『ぺあぺあ』(仮)  (2019年8月19日)- 出演者 （柳原凛、佐藤智広、堀越拓也、山木透）[63]
- インプロ(即興芝居)対決バラエティ『ぺあぺあ』Round 3(2019年11月18日) - 出演者 （佐藤智広、柳原凛、新井雄也、木村優良）[64]
- 『Zoomoonlight 〜今こそ出来ること』　(2020年5月16日) - 出演者 (佐藤智広、志茂星哉、柳原凛 、堀越拓也)
- 『Zoomoonlight 〜今こそ出来ること〜』episode.2　(2020年5月22日) - 出演者 (佐藤智広、志茂星哉、柳原凛 、堀越拓也)
- 『Zoomoonlight 〜今こそ出来ること〜』episode.3　(2020年5月24日) - 出演者 (佐藤智広、志茂星哉、柳原凛 、堀越拓也)
- ミュージカル『忍たま乱太郎』オンライン忍務はじめます！～6月6日の段～（2020年6月6日）[65]
- 劇団Focus 『親父の面接』（2020年9月14日 - 15日）- 息子 役[66]
- 栗原大河バースデー配信イベント『俺の誕生日もてなして？』（2020年11月21日） - 出演者 （栗原大河、佐藤智広、小原卓也）
- 佐藤無線～クリスマスzoom（2020年12月24日）[67]
- 佐藤無線～新春SP（2021年1月24日、ワロップ放送局）[68]
- ミュージカル「忍たま乱太郎」×「チコちゃんといっしょに課外授業」 ～千田嘉博先生×忍たまのオンライン二条城めぐりツアーの段～ (2021年2月23日) - 尾浜勘右衛門 役[69][70]
- ミュージカル『忍たま乱太郎』第11弾再演 ～忍たま 恐怖のきもだめし～ 緊急オンライン忍務！ ～5月16日の段～(2021年05月16日)[71]
- そりパ〜プレミアム生配信〜（2021年7月18日、2部ゲスト参加）
- スマートボーイズPresents 舞台『げんせんじゃ～！』8/11開幕目前特番 ～鷲尾修斗＆佐藤智広＆田口司の、まるごと60分～（2021年7月28日）[72]
- 渡辺和貴のテンパりません！（2021年8月15日、ゲスト参加）[73]
- ツキプロチャンネル４８時間生配信2021（2021年11月6日、YouTubeツキプロ公式チャンネル）[74]
- 栗原大河バースデー配信イベント『俺の誕生日もてなして？～24歳篇～』（2021年11月20日） - 出演者 （栗原大河、佐藤智広、三井淳平）
- 『GAKUなしBrother's』第26回（2022年2月15日、ゲスト参加） - 出演者（鷲尾修斗、輝山立、佐藤智広）
- Mission IN B.A.C（2022年4月30日） - 出演者 (佐藤智広）
- ツキプロ48時間アオハルTV（2022年11月5日・6日、YouTube・ニコニコ生放送）※6日のみ出演[75]
- 舞台『爆剣 〜東京転生死合・再戦〜』公演直前カウントダウン配信（2023年1月23日、.yell LIVE） - 出演者（黒木文貴、川渕かおり、佐藤智広、鵜飼主水）
- 舞台『爆剣 〜東京転生死合・再戦〜』公演直前カウントダウン配信（2023年2月13日、.yell LIVE） - 出演者（雛形羽衣、佐藤智広、鶴見萌、松原凛）
- 爆剣ダイジェストスペシャル（2023年2月22日、YouTube） - 出演者（ヨコオタロウ、松多 壱岱、関谷 マコト）、ゲスト（雛形羽衣、鶴見萌、佐藤智広、松原凛）
- 舞台『爆剣 〜東京転生死合〜』お疲れさま緊急生配信（2023年3月7日、YouTube） - 出演者（雛形羽衣、鶴見萌、宮ノ尾美友、佐藤智広、松原凛、小栗諒、鵜飼主水、松多壱岱）、ゲスト（ヨコオタロウ、関谷マコト）
- ツキプロ48時間マジカルTV （2023年11月3日・4日、YouTube・ニコニコ生放送）※4日のみ出演[76]
- 『GAKUなしBrother's』第48回（2023年12月26日、ゲスト参加） - 出演者（鷲尾修斗、輝山立、佐藤智広）
- ミュージカル「忍たま乱太郎」第14弾 再演 「五年生！対 六年生！～お宝を探し出せ！！～」上演記念ニコ生特番（2024年10月5日、ニコニコ生放送にて生配信）
- 『爆剣 〜帝国幻想兵団〜』公演終了お疲れ様生放送（2024年12月27日、Youtube）
- 『GAKUなしBrother's』第64回（2025年7月11日、ゲスト参加） - 出演者（鷲尾修斗、輝山立、佐藤智広）
- 『渋谷〜日光東照宮。140Km歩いて開運祈願徒歩生配信』（2025年9月1日 - 3日）

### ライブ
- 『FootloopChannel生ライブ #02』(2020年12月30日、渋谷Rex) - 出演者 （Footloop（yuutaa・soichiro）、森田優基、臼杵寛、佐藤智広）[77]
- 『栗原大河First LIVE』(2024年7月21日、CHIC HOLL SHIBUYA、1-2部ゲスト参加) - 出演者 （栗原大河、佐藤智広）

### 雑誌
- キャストサイズVol.17（2017年6月23日発行）
- キャストサイズVol.18（2017年11月30日発行）

### コラボ
- 『LIVERTINEAGE × TOMOHIRO SATO』佐藤智広30th special記念企画（2025年4月）

## ディスコグラフィ

### シングル
|     | 発売日        | タイトル | 規格品番 | 規格品番   |
| --- | ------------- | -------- | -------- | ---------- |
| 1st | 2022年2月22日 | Moment   | Type-A   | QAIR-10181 |
| 1st | 2022年2月22日 | Moment   | Type-B   | QAIR-10182 |
| 1st | 2022年2月22日 | Moment   | Type-C   | QAIR-10183 |

### デジタルシングル
|   | 発売日        | タイトル           |
| - | ------------- | ------------------ |
| - | 2023年2月22日 | 愛が遅すぎた・・・ |
| - | 2025年4月20日 | 夢幻の波           |